# 1902年
1902年（1902 ねん）は、西暦（グレゴリオ暦）による、水曜日から始まる平年。明治35年。

## 他の紀年法
- 干支 : 壬寅
- 日本（月日は一致）
  - 明治35年
  - 皇紀2562年
- 清 : 光緖27年11月22日 - 光緖28年12月2日
- 朝鮮（月日は一致）
  - 大韓帝国 : 光武6年
  - 檀紀4235年
- 阮朝（ベトナム） : 成泰13年11月22日 - 成泰14年12月2日
- 仏滅紀元：2444年閏9月7日 - 2445年10月2日
- ヒジュラ暦（イスラム暦） : 1319年9月21日 - 1320年9月30日
- ユダヤ暦 : 5662年4月22日 - 5663年4月1日
- 修正ユリウス日(MJD) : 15750 - 16114
- リリウス日(LD) : 116591 - 116955

※檀紀は、大韓民国で1948年に法的根拠を与えられたが、1962年からは公式な場では使用されていない。

## カレンダー
| 1月 |    |    |    |    |    |    |
| 日  | 月 | 火 | 水 | 木 | 金 | 土 |
|     |    |    | 1  | 2  | 3  | 4  |
| 5   | 6  | 7  | 8  | 9  | 10 | 11 |
| 12  | 13 | 14 | 15 | 16 | 17 | 18 |
| 19  | 20 | 21 | 22 | 23 | 24 | 25 |
| 26  | 27 | 28 | 29 | 30 | 31 |    |
|     |    |    |    |    |    |    |

| 2月 |    |    |    |    |    |    |
| 日  | 月 | 火 | 水 | 木 | 金 | 土 |
|     |    |    |    |    |    | 1  |
| 2   | 3  | 4  | 5  | 6  | 7  | 8  |
| 9   | 10 | 11 | 12 | 13 | 14 | 15 |
| 16  | 17 | 18 | 19 | 20 | 21 | 22 |
| 23  | 24 | 25 | 26 | 27 | 28 |    |
|     |    |    |    |    |    |    |

| 3月 |    |    |    |    |    |    |
| 日  | 月 | 火 | 水 | 木 | 金 | 土 |
|     |    |    |    |    |    | 1  |
| 2   | 3  | 4  | 5  | 6  | 7  | 8  |
| 9   | 10 | 11 | 12 | 13 | 14 | 15 |
| 16  | 17 | 18 | 19 | 20 | 21 | 22 |
| 23  | 24 | 25 | 26 | 27 | 28 | 29 |
| 30  | 31 |    |    |    |    |    |
|     |    |    |    |    |    |    |

| 4月 |    |    |    |    |    |    |
| 日  | 月 | 火 | 水 | 木 | 金 | 土 |
|     |    | 1  | 2  | 3  | 4  | 5  |
| 6   | 7  | 8  | 9  | 10 | 11 | 12 |
| 13  | 14 | 15 | 16 | 17 | 18 | 19 |
| 20  | 21 | 22 | 23 | 24 | 25 | 26 |
| 27  | 28 | 29 | 30 |    |    |    |
|     |    |    |    |    |    |    |

| 5月 |    |    |    |    |    |    |
| 日  | 月 | 火 | 水 | 木 | 金 | 土 |
|     |    |    |    | 1  | 2  | 3  |
| 4   | 5  | 6  | 7  | 8  | 9  | 10 |
| 11  | 12 | 13 | 14 | 15 | 16 | 17 |
| 18  | 19 | 20 | 21 | 22 | 23 | 24 |
| 25  | 26 | 27 | 28 | 29 | 30 | 31 |
|     |    |    |    |    |    |    |

| 6月 |    |    |    |    |    |    |
| 日  | 月 | 火 | 水 | 木 | 金 | 土 |
| 1   | 2  | 3  | 4  | 5  | 6  | 7  |
| 8   | 9  | 10 | 11 | 12 | 13 | 14 |
| 15  | 16 | 17 | 18 | 19 | 20 | 21 |
| 22  | 23 | 24 | 25 | 26 | 27 | 28 |
| 29  | 30 |    |    |    |    |    |
|     |    |    |    |    |    |    |

| 7月 |    |    |    |    |    |    |
| 日  | 月 | 火 | 水 | 木 | 金 | 土 |
|     |    | 1  | 2  | 3  | 4  | 5  |
| 6   | 7  | 8  | 9  | 10 | 11 | 12 |
| 13  | 14 | 15 | 16 | 17 | 18 | 19 |
| 20  | 21 | 22 | 23 | 24 | 25 | 26 |
| 27  | 28 | 29 | 30 | 31 |    |    |
|     |    |    |    |    |    |    |

| 8月 |    |    |    |    |    |    |
| 日  | 月 | 火 | 水 | 木 | 金 | 土 |
|     |    |    |    |    | 1  | 2  |
| 3   | 4  | 5  | 6  | 7  | 8  | 9  |
| 10  | 11 | 12 | 13 | 14 | 15 | 16 |
| 17  | 18 | 19 | 20 | 21 | 22 | 23 |
| 24  | 25 | 26 | 27 | 28 | 29 | 30 |
| 31  |    |    |    |    |    |    |
|     |    |    |    |    |    |    |

| 9月 |    |    |    |    |    |    |
| 日  | 月 | 火 | 水 | 木 | 金 | 土 |
|     | 1  | 2  | 3  | 4  | 5  | 6  |
| 7   | 8  | 9  | 10 | 11 | 12 | 13 |
| 14  | 15 | 16 | 17 | 18 | 19 | 20 |
| 21  | 22 | 23 | 24 | 25 | 26 | 27 |
| 28  | 29 | 30 |    |    |    |    |
|     |    |    |    |    |    |    |

| 10月 |    |    |    |    |    |    |
| 日   | 月 | 火 | 水 | 木 | 金 | 土 |
|      |    |    | 1  | 2  | 3  | 4  |
| 5    | 6  | 7  | 8  | 9  | 10 | 11 |
| 12   | 13 | 14 | 15 | 16 | 17 | 18 |
| 19   | 20 | 21 | 22 | 23 | 24 | 25 |
| 26   | 27 | 28 | 29 | 30 | 31 |    |
|      |    |    |    |    |    |    |

| 11月 |    |    |    |    |    |    |
| 日   | 月 | 火 | 水 | 木 | 金 | 土 |
|      |    |    |    |    |    | 1  |
| 2    | 3  | 4  | 5  | 6  | 7  | 8  |
| 9    | 10 | 11 | 12 | 13 | 14 | 15 |
| 16   | 17 | 18 | 19 | 20 | 21 | 22 |
| 23   | 24 | 25 | 26 | 27 | 28 | 29 |
| 30   |    |    |    |    |    |    |
|      |    |    |    |    |    |    |

| 12月 |    |    |    |    |    |    |
| 日   | 月 | 火 | 水 | 木 | 金 | 土 |
|      | 1  | 2  | 3  | 4  | 5  | 6  |
| 7    | 8  | 9  | 10 | 11 | 12 | 13 |
| 14   | 15 | 16 | 17 | 18 | 19 | 20 |
| 21   | 22 | 23 | 24 | 25 | 26 | 27 |
| 28   | 29 | 30 | 31 |    |    |    |
|      |    |    |    |    |    |    |

## できごと

### 1月
- 1月1日
  - 第1回ローズボウル開催
  - 日本初の山岳測候所[1]「山階宮筑波山測候所」が気象観測を開始[2]
- 1月25日
  - 北海道旭川市で気温-41.0度を記録（日本の最低気温記録）
  - 八甲田雪中行軍遭難事件
- 1月28日 - カーネギー財団設立
- 1月30日 - 第1次日英同盟調印・発効

### 2月
- 2月1日 - 清国で纏足禁止令公布・満州人と漢人との通婚禁止解除
- 2月15日 - ベルリン地下鉄開業

### 3月
- 3月1日 - 戦艦三笠竣工
- 3月24日 - 国語調査委員会官制公布
- 3月27日
  - 日本興業銀行設立
  - 官立盛岡高等農林学校設置(勅令第98号、日本初の官立高等農林学校)

### 4月
- 4月2日 - 初の映画館がロサンゼルスで開業
- 4月4日 - 骨牌税法公布（7月1日施行）
- 4月8日（露暦3月26日） - ロシアと清が満洲還付条約に調印
- 4月19日 - グアテマラで大地震（M7.5、死者2千名）

### 5月
- 5月8日 - 西インド諸島のフランス領マルティニーク島のプレー火山が噴火、直後に発生した火砕流で麓のサンピエール市が壊滅（死者32,000人）
- 5月13日 - スペイン王アルフォンソ13世が親政開始
- 5月20日 - キューバがアメリカ合衆国から独立
- 5月28日 - 日本で電柱広告が許可
- 5月31日 - フェリーニヒング条約締結。ブーア戦争が終結し、トランスヴァール共和国・オレンジ自由国が英国植民地となる。

### 6月
- 6月18日 - 逓信省が初めて官製絵はがきを発売（万国郵便連合条約加入25年記念）
- 6月26日 - 英国王エドワード7世がメリット勲章を制定

### 7月
- 7月6日 - 中央本線の笹子トンネル貫通
- 7月11日 - ロバート・セシル英首相が辞任（後任にアーサー・バルフォア）
- 7月12日 - アーサー・バルフォアがイギリス首相に就任。

### 8月
- 8月7日 - 伊豆鳥島が大噴火、島民125人全員が死亡（噴火発生日は7日から9日までのいずれか）[3]
- 8月9日 - 英国王エドワード7世戴冠式
- 8月10日 - 第7回衆議院議員総選挙（初の任期満了選挙）
- 8月22日 - キャデラック社設立

### 9月
- 9月1日 - 江之島電氣鐵道(後の江ノ島電鉄)開業（藤沢・片瀬間）
- 9月1日 - フランス映画『月世界旅行』公開（監督：ジョルジュ・メリエス）。トリックを多用した、世界初のSF映画とされる。
- 9月15日 - 第一生命保険設立
- 9月28日 - 足尾台風来襲。相模湾で高潮（小田原大海嘯）が発生。

### 10月
- 10月19日 - 早稲田大学開校式（初の私立大学）
- 10月25日 - グアテマラの活火山・サンタマリア山が大噴火。犠牲者6000人。

### 12月
- 12月2日 - 国勢調査に関する法律公布（国勢調査を10年に一度実施）
- 12月6日 - 第17議会召集
- 12月10日 - アスワンダム完成
- 12月13日 - 哲学館に付与されていた卒業生に対する教員免許の無試験交付特権が剥奪される（哲学館事件）
- 12月15日 - 篠ノ井線が全通。
- 12月17日 - 教科書疑獄事件で200名以上が摘発される。
- 12月22日 - 年齢計算ニ関スル法律施行（数え年の代りに満年齢の使用を規定）
- 12月26日 - 丸善が大英百科事典の予約販売を募集
- 12月28日 - 衆議院解散
- 12月31日 - ロバート・スコット、アーネスト・シャクルトンら南緯82度17分に到達（第1回南極探検）

### 日付不詳
- 8月 - フーゴー・フォン・ホフマンスタール「チャンドス卿の手紙」。
- 11月 - 朝永三十郎編纂「哲学綱要」。
- シャーロック・ホームズシリーズの作者として知られる小説家・アーサー・コナン・ドイルがナイトの爵位を授与される。
- ニコラス・バトラーがコロンビア大学総長に就任（ - 1945年）
- 風鈴職人の佐々木定次郎がガラスペンを考案
- ジョン・アトキンソン・ホブソン『帝国主義論』
- 鹿児島県薩摩郡上東郷村（現薩摩川内市）の菅原神社（別名：藤川天神）で菅原道真公一千年祭が挙行される。
- 北海道、東北地方が冷夏に見舞われ大凶作[4]。

## 誕生

### 1月
- 1月1日 - 田中美知太郎、哲学者（+ 1985年）
- 1月1日 - 直良信夫、考古学者・文学博士（+ 1985年）※戸籍上は1月10日
- 1月2日 - 山内清男、考古学者（+ 1970年）
- 1月4日 - ジョン・マコーン、アメリカ中央情報局長官・ビジネスマン（+ 1991年）
- 1月4日 - 阿部武雄、作曲家（+ 1968年）
- 1月6日 - 今西錦司、生態学者・人類学者（+ 1992年）
- 1月6日 - 金子金五郎、将棋棋士（+ 1990年）
- 1月7日 - 住井すゑ、小説家（+ 1997年）
- 1月7日 - ジョージ・キングズリー・ジップ、言語学者・哲学者（+ 1950年）
- 1月8日 - カール・ロジャーズ、臨床心理学者（+ 1987年）
- 1月8日 - 河上徹太郎、文芸評論家・音楽評論家（+ 1980年）
- 1月9日 - 聖ホセマリア・エスクリバー、カトリック司祭・オプスデイ創立者（+ 1975年）
- 1月9日 - アン・ニクソン・クーパー、市民活動家（+ 2009年）
- 1月10日 - 山口文象、建築家（+ 1978年）
- 1月11日 - モーリス・デュリュフレ、作曲家・オルガニスト（+ 1986年）
- 1月12日 - サウード・ビン・アブドゥルアズィーズ、サウジアラビア国王（+ 1969年）
- 1月13日 - ゲオルギー・マレンコフ、党書記局筆頭書記（+ 1988年）
- 1月13日 - カール・メンガー (数学者)、数学者（+ 1985年）
- 1月14日 - ジェームス・B・ランシング、技術者（+ 1949年）
- 1月19日 - ジェームス・E・ムーア、軍人（+ 1986年）
- 1月19日 - 小松均、日本画家（+ 1989年）
- 1月22日 - ダニエル・キンゼイ、陸上競技選手（+ 1970年）
- 1月22日 - 篠崎弘嗣、ヴァイオリニスト（+ 1966年）
- 1月24日 - 五所平之助、映画監督（+ 1981年）
- 1月24日 - オスカー・モルゲンシュテルン、経済学者（+ 1977年）
- 1月25日 - 中野重治、小説家・評論家・詩人（+ 1979年）
- 1月25日 - 西川寧、書家（+ 1989年）
- 1月26日 - 華頂宮博忠王、皇族・軍人（+ 1924年）
- 1月26日 - 蔵原惟人、評論家（+ 1991年）
- 1月26日 - 五十嵐丈吉、日本の男性最高齢だった人物（+ 2013年）
- 1月30日 - ニコラウス・ペヴズナー、美術史家（+ 1983年）
- 1月31日 - タルラー・バンクヘッド、女優（+ 1968年）
- 1月 - 武藤運十郎、衆議院議員・弁護士（+ 1993年）

### 2月
- 2月1日 - ラングストン・ヒューズ、作家（+ 1967年）
- 2月1日 - 柳井隆雄、脚本家（+ 1981年）
- 2月2日 - ペペ・サミティエール、サッカー選手（+ 1972年）
- 2月4日 - チャールズ・リンドバーグ、飛行家（+ 1974年）
- 2月5日 - 岩本薫、囲碁棋士（+ 1999年）
- 2月9日 - レオン・ムバ、初代ガボン大統領（+ 1967年）
- 2月10日 - ウォルター・ブラッテン、物理学者・ノーベル物理学賞受賞者（+ 1987年）
- 2月11日 - アルネ・ヤコブセン、建築家・家具・照明デザイナー（+ 1971年）
- 2月12日 - 三遊亭円遊、落語家（+ 1984年）
- 2月13日 - ハロルド・ラスウェル、政治学者（+ 1978年）
- 2月13日 - 平川唯一、アナウンサー（+ 1993年）
- 2月16日 - 真船豊、劇作家・小説家（+ 1977年）
- 2月17日 - 白洲次郎、東北電力会長・初代貿易庁長官（+ 1985年）
- 2月17日 - 中村鴈治郎 (2代目)、歌舞伎役者（+ 1983年）
- 2月19日 - 鶴田知也、小説家（+ 1988年）
- 2月19日 - 土井虎賀寿、哲学者、文学者（+ 1971年）
- 2月20日 - アンセル・アダムス、写真家（+ 1984年）
- 2月22日 - ヘルマ・サボー、フィギュアスケート選手（+ 1986年）
- 2月24日 - 梅中軒鶯童、浪曲師（+ 1984年）
- 2月25日 - 正田建次郎、数学者（+ 1977年）
- 2月25日 - 曾我廼家五郎八、お笑い芸人（+ 1998年）
- 2月26日 - アルバート・アナスタシア、コーサ・ノストラ幹部（+ 1957年）
- 2月27日 - ルシオ・コスタ、建築家、都市計画家（+ 1998年）
- 2月27日 - ジーン・サラゼン、ゴルファー（+ 1999年）
- 2月27日 - ジョン・スタインベック、小説家、劇作家、随筆家、ノーベル文学賞受賞者（+ 1968年）
- 2月27日 - 西川貞一、ジャーナリスト・政治家（+ 1991年）
- 2月28日 - 山縣勝見、実業家、政治家（+ 1976年）

### 3月
- 3月2日 - モー・バーグ、野球選手（+ 1972年）
- 3月7日 - 木梨鷹一、軍人（+ 1944年）
- 3月8日 - 山本栄一郎、プロ野球選手（+ 1979年）
- 3月9日 - 大塚末子、ファッションデザイナー（+ 1998年）
- 3月9日 - ルイス・バラガン、建築家（+ 1988年）
- 3月9日 - エドワード・ダレル・ストーン、建築家（+ 1978年）
- 3月10日 - 久邇邦久、華族・軍人（+ 1935年）
- 3月13日 - ハンス・ベルメール、画家・グラフィックデザイナー・写真家（+ 1975年）
- 3月15日 - 栗島すみ子、俳優（+ 1987年）
- 3月15日 - 山本嘉次郎、映画監督（+ 1974年）
- 3月16日 - 郡祐一、官僚、郵政大臣、法務大臣・石川県知事（+ 1983年）
- 3月17日 - ボビー・ジョーンズ、ゴルファー・弁護士（+ 1971年）
- 3月18日 - 月形龍之介、俳優（+ 1970年）
- 3月18日 - 橋井真、革新官僚（+ 1977年）
- 3月21日 - サン・ハウス、ブルースミュージシャン（+ 1988年）
- 3月22日 - 楢橋渡、内閣書記官長・運輸大臣・弁護士（+ 1973年）
- 3月24日 - トマス・E・デューイ、ニューヨーク州知事（+ 1971年）
- 3月24日 - 塩谷信男、医学博士、正心調息法の創始者（+ 2008年）
- 3月26日 - 葉山三千子、女優（+ 1996年）
- 3月26日 - 小川正子、医師、著述家（+ 1943年）
- 3月28日 - 桂三木助 (3代目)、落語家（+ 1961年）
- 3月29日 - ウィリアム・ウォルトン、作曲家（+ 1983年）
- 3月29日 - マルセル・エイメ、小説家、劇作家（+ 1967年）
- 3月29日 - 小川芳樹、冶金学者、金属工学者（+ 1959年）
- 3月29日 - 冨澤有爲男、画家、作家（+ 1970年）
- 3月30日 - 真鶴秀五郎、大相撲力士（+ 1937年）
- 3月30日 - 梁川剛一、彫刻家、画家（+ 1986年）
- 3月31日 - 井浦祥二郎、軍人（+ 1965年）
- 3月31日 - 広川弘禅、農林大臣、僧（+ 1967年）
- 3月31日 - 山内以九士、野球記録員（+ 1972年）

### 4月
- 4月1日 - 福田一、衆議院議長（+ 1997年）
- 4月3日 - オットー・ウィンツァー、外交官・政治家（+ 1975年）
- 4月3日 - ラインハルト・ゲーレン、軍人（+ 1979年）
- 4月6日 - 久生十蘭、小説家、演出家（+ 1957年）
- 4月7日 - 村上勇、郵政大臣、建設大臣（+ 1991年）
- 4月8日 - ヨーゼフ・クリップス、ヴァイオリニスト（+ 1974年）
- 4月10日 - 中野二郎 (作曲家)、作曲家、編曲家（+ 2000年）
- 4月11日 - 小林秀雄 (批評家)、文芸評論家（+ 1983年[5]）
- 4月11日 - 東畑謙三、建築家（+ 1998年）
- 4月14日 - 田坂具隆、映画監督（+ 1974年）
- 4月14日 - 高橋貞次、刀匠（+ 1968年）
- 4月15日 - 日達、大石寺住職（+ 1979年）
- 4月18日 - ジュゼッペ・ペッラ、イタリアの首相（+ 1981年）
- 4月21日 - 岡田嘉子、女優、アナウンサー（+ 1992年）
- 4月23日 - ハルドル・ラクスネス、作家、ノーベル文学賞受賞者（+ 1998年）
- 4月26日 - 入佐俊家、軍人（+ 1944年）
- 4月26日 - エリザベート・ハインペル、教育学者（+ 1972年）
- 4月28日 - アレクサンドル・コジェーヴ、思想家（+ 1968年）
- 4月30日 - セオドア・シュルツ、農業経済学者・ノーベル経済学賞受賞者（+ 1998年）
- 4月23日 - 三好十郎、劇作家、小説家（+ 1958年）
- 4月29日 - 三津田健、俳優（+ 1997年）

### 5月
- 5月1日 - 黒沼健[6]、推理作家・ミステリ翻訳家・SF作家（+ 1985年）
- 5月3日 - アルフレッド・カストレル、物理学者・ノーベル物理学賞受賞者（+ 1984年）
- 5月4日 - 鏡岩善四郎、大相撲力士（+ 1950年）
- 5月6日 - マックス・オフュルス、映画監督（+ 1957年）
- 5月7日 - 江川宇礼雄、俳優（+ 1970年）
- 5月8日 - アンドレ・ルヴォフ、微生物学者（+ 1994年）
- 5月10日 - デヴィッド・O・セルズニック、映画プロデューサー・脚本家（+ 1965年）
- 5月10日 - アナトール・リトヴァク、映画監督（+ 1974年）
- 5月12日 - フィリップ・ワイリー、SF作家、推理作家、脚本家・ノンフィクション作家・コラムニスト（+ 1971年）
- 5月16日 - 野副鉄男、化学者・理学博士（+ 1996年）
- 5月18日 - メレディス・ウィルソン、作曲家（+ 1984年）
- 5月21日 - マルセル・ブロイヤー、建築家、家具デザイナー（+ 1981年）
- 5月22日 - アル・シモンズ、メジャーリーガー（+ 1956年）
- 5月22日 - 風巻景次郎、国文学者（+ 1960年）
- 5月23日 - 齋藤秀雄、チェロ奏者・指揮者・音楽教育者（+ 1974年）
- 5月24日 - 横溝正史、小説家・推理作家（+ 1981年）
- 5月25日 - 朝田善之助、部落解放運動家（+ 1983年）※戸籍上は7月4日
- 5月27日 - エミール・バンヴェニスト、言語学者（+ 1976年）
- 5月27日 - 荒木源太郎、物理学者（+ 1980年）
- 5月30日 - ジュゼッピーナ・プロジェット＝フラウ、イタリアのスーパーセンテナリアン、1902年生まれ最後の生き残り(+ 2018年)

### 6月
- 6月10日 - 斎藤達雄、俳優（+ 1968年）
- 6月11日 - ヴィッサリオン・シェバリーン、作曲家（+ 1963年）
- 6月15日 - エリク・H・エリクソン、心理学者・精神分析家（+ 1994年）
- 6月16日 - 平井呈一、翻訳家・編集者（+ 1976年）
- 6月16日 - バーバラ・マクリントック、生物学者・ノーベル生理学・医学賞受賞者（+ 1992年）
- 6月16日 - ジョージ・ゲイロード・シンプソン、古生物学者（+ 1984年）
- 6月20日 - ミルマン・パリー、叙事詩学者（+ 1935年）
- 6月21日 - ハウイー・モーレンツ（英語版）、アイスホッケー選手（+ 1937年）
- 6月25日 - 秩父宮雍仁親王、皇族・軍人（+ 1953年）
- 6月28日 - リチャード・ロジャース、作曲家（+ 1979年）
- 6月28日 - ピエール・ブリュネ、フィギュアスケート選手（+ 1991年）
- 6月 - 佐田一郎、佐田建設創業者・参議院議員（+ 1991年）

### 7月
- 7月1日 - ウィリアム・ワイラー、映画監督（+ 1981年）
- 7月3日 - 佐川幸義、武道家（+ 1998年）
- 7月3日 - 吉野秀雄、歌人（+ 1967年）
- 7月4日 - マイヤー・ランスキー、ギャング（+ 1983年）
- 7月5日 - ヘンリー・カボット・ロッジJr.、アメリカ合衆国国連大使・アメリカ合衆国上院議員（+ 1985年）
- 7月7日 - 朴世永、詩人（+ 1989年）
- 7月10日 - クルト・アルダー、化学者・ノーベル化学賞（+ 1958年）
- 7月11日 - サミュエル・ゴーズミット、物理学者（+ 1978年）
- 7月11日 - セルジオ・ブアルキ・ヂ・オランダ、著作家（+ 1982年）
- 7月12日 - 西竹一、軍人・華族・馬術障害飛越金メダリスト（+ 1945年）
- 7月15日 - 林虎雄、長野県知事（+ 1987年）
- 7月20日 - 田口芳五郎、枢機卿（+ 1978年）
- 7月21日 - オマー・シメオン、ジャズクラリネット奏者（+ 1959年）
- 7月21日 - 星甲実義、力士（+ 1944年）
- 7月22日 - フィリップ・ヘンリー・キューネン、地質学者（+ 1976年）
- 7月24日 - 宮尾しげを、漫画家・江戸風俗研究家（+ 1982年）
- 7月24日 - 鏑木政岐、天文学者（+ 1987年）
- 7月25日 - エリック・ホッファー、社会哲学者（+ 1983年）
- 7月26日 - 小笠原章二郎、俳優（+ 1974年）
- 7月27日 - 鷲見三郎、ヴァイオリニスト・指導者・指揮者（+ 1984年）
- 7月28日 - カール・ポパー、科学哲学者（+ 1994年）

### 8月
- 8月3日 - 閑院宮春仁王、皇族・軍人（+ 1988年）
- 8月3日 - 中村寅太、運輸大臣・国家公安委員会委員長（+ 1978年）
- 8月5日 - 迫水久常、革新官僚・郵政大臣（+ 1977年）
- 8月6日 - ダッチ・シュルツ、ギャング（+ 1935年）
- 8月6日 - ソロモン、ピアニスト（+ 1988年）
- 8月8日 - ポール・ディラック、理論物理学者・ノーベル物理学賞受賞者（+ 1984年）
- 8月9日 - ジノ・フランチェスカッティ、ヴァイオリニスト（+ 1991年）
- 8月9日 - 牧野茂 (軍人)、（+ 1996年）
- 8月10日 - ノーマ・シアラー、俳優（+ 1983年）
- 8月10日 - ウィルヘルム・ティセリウス、化学者・ノーベル化学賞受賞者（+ 1971年）
- 8月11日 - アルフレッド・ビンダ、自転車競技選手（+ 1986年）
- 8月12日 - モハマッド・ハッタ、初代インドネシア共和国副大統領（+ 1980年）
- 8月13日 - フェリクス・ヴァンケル、発明家（+ 1988年）
- 8月13日 - エルンスト・フォルストホフ、法学者（+ 1974年）
- 8月17日 - 下村寅太郎、哲学者（+ 1995年）
- 8月21日 - 石本雅男、法学者（+ 2003年）
- 8月22日 - レニ・リーフェンシュタール、舞踏家・俳優・映画監督・写真家（+ 2003年）
- 8月24日 - カルロ・ガンビーノ、ガンビーノ一家ボス（+ 1976年）
- 8月24日 - フェルナン・ブローデル、歴史家（+ 1985年）
- 8月25日 - シュテファン・ヴォルペ、作曲家（+ 1972年）
- 8月25日 - 菊池正士、物理学者（+ 1974年）
- 8月26日 - 渡辺温、推理作家（+ 1930年）
- 8月30日 - 木村武雄、建設大臣（+ 1983年）

### 9月
- 9月2日 - ノーム・ファーガソン、アニメーター（+ 1957年）
- 9月2日 - 柴田敬、経済学者（+ 1986年）
- 9月3日 - 紙恭輔、ジャズミュージシャン、作曲家（+ 1981年）
- 9月5日 - ダリル・F・ザナック、映画プロデューサー・脚本家（+ 1979年）
- 9月8日 - 菊池淡水、尺八演奏家、民謡歌手（+ 1990年）
- 9月9日 - 坪井忠二、地球物理学者、随筆家（+ 1982年）
- 9月10日 - 久保寺逸彦、言語学者（+ 1971年）
- 9月12日 - ジュセリーノ・クビチェック、ブラジル大統領（+ 1976年）
- 9月15日 - 山本礼三郎、俳優（+ 1964年）
- 9月18日 - 高橋健二、ドイツ文学者（+ 1998年）
- 9月20日 - 和達清夫、地球物理学者、歌人（+ 1995年）
- 9月24日 - ルーホッラー・ホメイニー、イラン革命指導者（+ 1989年）
- 9月25日 - エルンスト・フォン・ザロモン、作家・軍人（+ 1972年）
- 9月 - シルバヌス・オリンピオ、初代トーゴ大統領（+ 1963年）

### 10月
- 10月2日 - 八原博通、軍人（+ 1981年）
- 10月2日 - 湯浅禎夫、野球選手・野球監督（+ 1958年）
- 10月4日 - 河盛好蔵、フランス文学者・評論家（+ 2000年）
- 10月5日 - 浦辺粂子、俳優（+ 1989年）
- 10月6日 - 上林暁、小説家・作家（+ 1980年）
- 10月6日 - エリザベス・ヴァイニング、司書・作家　少年時代の明仁親王の家庭教師（+ 1999年）
- 10月7日 - 宮地政司、天文学者・理学博士（+ 1986年）
- 10月8日 - 冲中重雄、医学者（+ 1992年）
- 10月11日 - 辻政信、軍人、作家、衆議院議員（+ 1961年）
- 10月12日 - 彭真、政治家（+ 1997年）
- 10月13日 - 鈴木重義、サッカー選手、サッカー日本代表監督（+1971年）
- 10月14日 - レアルコ・グエッラ、自転車競技選手（+ 1963年）
- 10月15日 - 西田信一、北海道開発庁長官・科学技術庁長官（+ 2003年）
- 10月18日 - パスクアル・ヨルダン、物理学者（+ 1980年）
- 10月21日 - 岡義武、政治学者（+ 1990年）
- 10月26日 - カール・シャウプ、経済学者（+ 2000年）
- 10月26日 - ヘンリエッタ・スウォープ、天文学者（+ 1980年）
- 10月26日 - ジャック・シャーキー、ボクサー（+ 1994年）
- 10月27日 - 山本康夫、歌人（+ 1983年）
- 10月28日 - エルザ・ランチェスター、俳優（+ 1986年）
- 10月30日 - 新谷寅三郎、郵政大臣・運輸大臣（+ 1984年）
- 10月30日 - 藤田梧郎、囲碁棋士（+ 1994年）
- 10月31日 - エイブラハム・ウォールド、数学者（+ 1950年）
- 10月31日 - オルガー・トフトイ、アメリカ陸軍の軍人（+ 1967年）

### 11月
- 11月1日 - 小園安名、軍人（+ 1960年）
- 11月1日 - オイゲン・ヨッフム、指揮者（+ 1987年）
- 11月3日 - 柳さく子、女優（+ 1963年）
- 11月4日 - 上村松篁、日本画家（+ 2001年）
- 11月6日 - 岡田刀水士、詩人（+ 1970年）
- 11月7日 - 北条秀司、劇作家・著述家（+ 1996年）
- 11月9日 - 矢部貞治、政治学者・政治評論家（+ 1967年）
- 11月12日 - 渋田黎明花、時代小説作家・作詞家・俳人（+ 1978年）
- 11月14日 - 坂田稔、写真家（+ 1974年）
- 11月17日 - ユージン・ウィグナー、物理学者・ノーベル物理学賞受賞者（+ 1995年）
- 11月17日 - 柳寛順、独立運動家（+ 1920年）
- 11月17日 - 森本孝順、律宗の僧侶、第81世唐招提寺長老（+ 1995年）
- 11月18日 - 石田一松、演歌歌手、作詞家、作曲家、お笑いタレント、衆議院議員（+ 1956年）
- 11月18日 - 錦城山勇吉、大相撲力士（+ 1987年）
- 11月21日 - アイザック・バシェヴィス・シンガー、作家・ノーベル文学賞受賞者（+ 1991年）※1904年7月14日の可能性もある
- 11月21日 - ミハイル・スースロフ、政治家（+ 1982年）
- 11月22日 - エマーヌエル・フォイアーマン、チェリスト（+ 1942年）
- 11月22日 - ジョー・アドニス、コーサ・ノストラ幹部（+ 1972年）
- 11月22日 - フィリップ・ルクレール、軍人（+ 1947年）
- 11月22日 - 佐伯孝夫、作詞家（+ 1981年）
- 11月22日 - 佐藤井岐雄、生物学者（+ 1945年）
- 11月23日 - 高倉新一郎、農業経済学者、歴史家（+ 1990年）
- 11月23日 - 山口長男、洋画家（+ 1983年）
- 11月25日 - エディ・ショア、アイスホッケー選手（+ 1985年）
- 11月29日 - カルロ・レヴィ（英語版）、小説家、画家 （+ 1975年）

### 12月
- 12月3日 - 井上鑑昭、武道家・親英体道創始者（+ 1994年）
- 12月3日 - 淵田美津雄、軍人（+ 1976年）
- 12月5日 - ストロム・サーモンド、サウスカロライナ州知事（+ 2003年）
- 12月5日 - エメリック・プレスバーガー、脚本家・映画制作者（+ 1988年）
- 12月7日 - 織田信一、華族（+ 1909年）
- 12月9日 - ジョン・ウィリー、写真家・小説家（+ 1962年）
- 12月11日 - 広橋真光、華族・官僚・内閣総理大臣秘書官・千葉県知事（+ 1997年）
- 12月11日 - 大井篤、軍人（+ 1994年）
- 12月12日 - アントニオ・ホセ、作曲家・教育者・指揮者（+ 1936年）
- 12月13日 - 河原崎長十郎、歌舞伎役者（+ 1981年）
- 12月13日 - タルコット・パーソンズ、社会学者（+ 1979年）
- 12月13日 - 屋良朝苗、行政主席・沖縄県知事（+ 1997年）
- 12月14日 - 猪熊弦一郎、洋画家（+ 1993年）
- 12月18日 - 高橋進太郎、宮城県知事・行政管理庁長官（+ 1984年）
- 12月18日 - ノーマン・マクリーン、作家（+ 1990年）
- 12月19日 - 最上英子、国会議員（+ 1966年）
- 12月20日 - 出羽ヶ嶽文治郎、大相撲力士（+ 1950年）
- 12月21日 - 馬場元治、建設大臣・弁護士（+ 1968年）
- 12月21日 - ドナルド・P・ブース、軍人（+ 1993年）
- 12月23日 - 外村繁、小説家（+ 1961年）
- 12月28日 - 井植歳男、三洋電機創業者・三洋電機会長（+ 1969年）
- 12月30日 - 加賀山之雄、第2代日本国有鉄道総裁（+ 1970年）

### 日付不詳
- 日付不詳 - 伊勢崎陽山、陶芸家（+ 1961年）
- 日付不詳 - 木倉和一郎、衆議院議員（+ 1994年）
- 日付不詳 - 小堀四郎、油彩画家（+ 1998年）
- 日付不詳 - 澤田痴陶人、陶芸家（+ 1977年）
- 日付不詳 - スイテン、競走馬（+ 没年不詳）
- 日付不詳 - チャン・バン・フォン、ベトナム共和国大統領（+ 1982年）
- 日付不詳 - フランク・ドビアス、画家・イラストレーター（+ 没年不詳）
- 日付不詳 - モーリス・ドリール、秘儀実践者（+ 1963年）
- 日付不詳 - 宮脇晴、油彩画家（+ 1985年）
- 日付不詳 - サイゾンビー、競走馬（+ 1906年）

## 死去

### 1月
- 1月7日 - 黒田長知、福岡藩主（* 1839年）
- 1月9日 - 井伊直憲、彦根藩藩主（* 1848年）
- 1月26日 - 高橋卯之助、数学者（* 1833年）

### 2月
- 2月1日 - ザーロモン・ヤーダスゾーン、音楽理論家・作曲家（* 1831年）
- 2月7日 - 楠本正隆、衆議院議長・東京府知事（* 1838年）
- 2月19日 - アルバート・ビアスタット、画家（* 1830年）

### 3月
- 3月7日 - パッド・ガルヴィン、メジャーリーガー（* 1856年）
- 3月26日 - セシル・ローズ、実業家・政治家（* 1853年）
- 3月 - 稲葉正善、館山藩主・館山県知事（* 1848年）

### 4月
- 4月6日 - グレープ・ウスペンスキー、小説家（* 1843年）
- 4月9日 - 細川行真、宇土藩藩主（* 1842年）
- 4月12日 - マリー・アルフレッド・コルニュ、物理学者（* 1841年）
- 4月30日 - 水野忠幹、紀州藩付家老・新宮藩藩主（* 1838年）

### 5月
- 5月8日 - ポール・メルワール、画家(* 1855年)
- 5月21日 - 松平忠恕、小幡藩主（* 1825年）
- 5月22日 - リリー・マーティン・スペンサー、画家（* 1822年）
- 5月28日 - アドルフ・クスマウル、医師（* 1822年）

### 6月
- 6月19日 - アルベルト、ザクセン王国国王（* 1828年）

### 7月
- 7月4日 - エルヴェ・フェイ、天文学者（* 1814年）
- 7月18日 - 西郷従道、軍人・陸軍卿・文部卿（* 1843年）

### 8月
- 8月18日 - 西村茂樹、啓蒙思想家・宮中顧問官（* 1828年）

### 9月
- 9月5日 - ルドルフ・ルートウィヒ・カール・ウィルヒョー、医師・生物学者・政治家（* 1821年）
- 9月6日 - フレデリック・エイベル、化学者（* 1827年）
- 9月8日 - 長與專齋、医学者（* 1838年）
- 9月17日 - 佐藤彦五郎、新選組後援者・初代南多摩郡長（* 1827年）
- 9月19日 - 正岡子規、俳人・歌人（* 1867年）
- 9月26日 - リーバイ・ストラウス、リーバイス創業者（* 1829年）
- 9月28日 - ヨシフ・イヴァノヴィチ、作曲家・指揮者（* 1845年）
- 9月29日 - エミール・ゾラ、小説家（* 1840年）

### 10月
- 10月22日 - ヴィルヘルム・ベックマン、建築家（* 1832年）
- 10月27日 - 加納鷲雄、新選組隊士・御陵衛士（* 1839年）

### 11月
- 11月12日 - 小松原慶太郎、倉敷紡績・中国銀行創設者（* 1862年）

### 12月
- 12月1日 - フレッド・ダンラップ、メジャーリーガー（* 1859年）
- 12月4日 - チャールズ・ダウ、ジャーナリスト・経済アナリスト（* 1851年）
- 12月7日 - 佐野常民、枢密顧問官・農商務大臣・日本赤十字創設者（* 1823年）
- 12月16日 - カール・ヴィルヘルム・フォン・クッパー、解剖学者（* 1829年）
- 12月22日 - リヒャルト・フォン・クラフト＝エビング、精神医学者（* 1840年）
- 12月24日 - 高山樗牛、文芸評論家（* 1871年）

### 日時不詳
- 日付不詳 - 呉全佑、全佑太極拳創始者（* 1834年）

## ノーベル賞
- 物理学賞 - ヘンドリック・ローレンツ (Hendrik Antoon Lorentz)、ピーター・ゼーマン (Pieter Zeeman)
- 化学賞 - エミール・フィッシャー (Hermann Emil Fischer)
- 生理学・医学賞 - ロナルド・ロス (Ronald Ross)
- 文学賞 - テオドール・モムゼン (Christian Matthias Theodor Mommsen)
- 平和賞 - エリー・デュコマン (Élie Ducommun)、シャルル・ゴバ (Charles Albert Gobat)